# Dušan Basta
Dušan Basta (cyr. Душан Баста, ur. 18 sierpnia 1984 w Belgradzie) – serbski piłkarz grający na pozycji prawego obrońcy, lub pomocnika. Swoim wyglądem (długimi blond włosami) przypomina czeskiego pomocnika Pavla Nedvěda, toteż nadano mu przydomek „Serbski Nedvěd”.

## Kariera klubowa
Basta urodził się w stolicy Serbii, Belgradzie. Od dziecka był kibicem Crvenej Zvezdy Belgrad, toteż mając 16 lat trafił do szkółki piłkarskiej tego klubu. Przez 2 lata grał w juniorskiej drużynie będącej zapleczem pierwszego składu Crvenej Zvezdy. Do pierwszego zespołu został włączony w sezonie 2002/2003 i wtedy też, 18 sierpnia 2002 zadebiutował w pierwszej lidze, w przegranym 0:1 meczu z Sutjeska Nikšić. W całej rundzie jesiennej rozegrał 12 meczów, po czym zdecydowano się go wypożyczyć do zespołu z niższej klasy. I tak Basta trafił do trzecioligowego klubu, grającego w okręgu Timok, Jedinstvo Paraćin. Tam rozegrał jeden mecz, w którym zdobył 2 bramki i latem wrócił do Belgradu. Jednak trenerzy stwierdzili, że wypożyczą go jeszcze na rok i Basta znów trafił do klubu z miasteczka Paraćin, który rok wcześniej spadł do 4. ligi. Basta okazał się niezwykle bramkostrzelnym obrońcą i w okręgu Pomoravska Zona zdobył 7 bramek w 26 meczach, a jego klub zajmując 1. miejsce w tabeli powrócił do 3. ligi. Latem 2004 Basta wrócił do Crvenej Zvezdy i udało mu się wywalczyć miejsce w podstawowym składzie, na prawym skrzydle. Rozegrał 23 mecze, w których zdobył 2 bramki. W klubie pozostał jednak mały niedosyt, gdyż „Czerwona Gwiazda” przegrała rywalizację o mistrzostwo Serbii i Czarnogóry z odwiecznym rywalem, Partizanem Belgrad. Jednak w sezonie 2005/2006 Dušan wraz z kolegami klubowymi mógł cieszyć się z wywalczonego dubletu – mistrzostwa kraju, jak i zdobycia Pucharu Serbii i Czarnogóry. Sam rozegrał 25 meczów i coraz bardziej zaczął potwierdzać swoją klasę, a prasa od tego czasu uważa go za jednego z najlepszych serbskich obrońców młodego pokolenia. W lipcu 2006 do RC Lens odszedł Nenad Kovačević, kapitan Crvenej Zvezdy, a piłkarze nowym kapitanem wybrali właśnie Bastę. Latem 2008 roku Basta za 3,5 miliona euro odszedł do Udinese Calcio, lecz jeszcze przed debiutem został wypożyczony do US Lecce. Do Udinese powrócił latem 2009 roku.
17 czerwca 2014 został zawodnikiem S.S. Lazio. Kosztował 5,5 miliona euro.
| Sezon              | Klub               | Kraj                | Rozgrywki                   | Mecze | Bramki |
| ------------------ | ------------------ | ------------------- | --------------------------- | ----- | ------ |
| 2002/03            | FK Crvena zvezda   | Serbia i Czarnogóra | Super liga Srbije           | 12    | 0      |
| 2002/03            | Jedinstvo Paraćin  | Serbia i Czarnogóra | 3. liga – Srpska Liga Timok | 12    | 0      |
| 2003/04            | FK Crvena zvezda   | Serbia i Czarnogóra | Super liga Srbije           | 1     | 0      |
| 2003/04            | Jedinstvo Paraćin  | Serbia i Czarnogóra | 4. liga – Pomoravska Zona   | 26    | 7      |
| 2004/05            | FK Crvena zvezda   | Serbia i Czarnogóra | Super liga Srbije           | 23    | 2      |
| 2005/06            | FK Crvena zvezda   | Serbia i Czarnogóra | Super liga Srbije           | 25    | 0      |
| 2006/07            | FK Crvena zvezda   | Serbia              | Super liga Srbije           | 16    | 0      |
| 2007/08            | FK Crvena zvezda   | Serbia              | Super liga Srbije           | 19    | 1      |
| 2008/09            | Udinese Calcio     | Włochy              | Serie A                     | 0     | 0      |
| 2008/09            | US Lecce           | Włochy              | Serie A                     | 6     | 0      |
| 2009/10            | Udinese Calcio     | Włochy              | Serie A                     | 16    | 0      |
| 2010/11            | Udinese Calcio     | Włochy              | Serie A                     | 0     | 0      |
| 2011/12            | Udinese Calcio     | Włochy              | Serie A                     | 31    | 5      |
| 2012/13            | Udinese Calcio     | Włochy              | Serie A                     | 28    | 1      |
| 2013/14            | Udinese Calcio     | Włochy              | Serie A                     | 30    | 3      |
| 2014/15            | S.S. Lazio         | Włochy              | Serie A                     | 27    | 0      |
| 2015/16            | S.S. Lazio         | Włochy              | Serie A                     | 23    | 0      |
| Łącznie w karierze | Łącznie w karierze | Łącznie w karierze  | Łącznie w karierze          | 295   | 19     |

## Kariera reprezentacyjna
Basta jeszcze będąc w wieku młodzieżowca grał w młodzieżowej kadrze Serbii i Czarnogóry. W 2006 roku z reprezentacją Under-21 wywalczył brązowy medal Młodzieżowych Mistrzostw Europy odbywających się w Portugalii.
Do pierwszej reprezentacji trafił w 2005 po dobrych występach w lidze i 30 marca zadebiutował w kadrze „Plavich” w zremisowanym 0:0 meczu z reprezentacją Hiszpanii zmieniając w drugiej połowie Ognjena Koromana. Na kolejny występ w kadrze musiał czekać do 2006 roku i 1 marca zagrał w wygranym 1:0 meczu z Tunezją. Pod koniec maja selekcjoner Ilija Petković ogłosił skład 23-osobowej kadry na Mistrzostwa Świata w Niemczech, w której z numerem 13 znalazł się Basta. Tam jednak nie zagrał ani minuty, a jego rodacy po 3 porażkach z Holandią, Argentyną oraz Wybrzeżem Kości Słoniowej i odpadli po fazie grupowej.